# Ana Avdejeva
Ana Mihajlovna Avdejeva (rusko Анна Микайовна Авдеева), ruska atletinja, * 6. april 1985, Orenburg, Sovjetska zveza.
Nastopila je na poletnih olimpijskih igrah leta 2012 in zasedla 24. mesto v suvanju krogle. Na evropskih prvenstvih je osvojila bronasto medaljo leta 2010, na evropskih dvoranskih prvenstvih pa naslov prvakinje leta 2011. Leta 2013 je prejela dvoletno prepoved nastopanja zaradi dopinga.